# Anders Janson (arkitekt)
Anders Herman Janson, folkbokförd Jansson, född 9 april 1915 i Ulricehamn, död 20 oktober 1997 i Kumla församling i Örebro län, var en svensk arkitekt.

## Biografi
Janson var son till byggmästare Arthur Janson och Agnes Andersén. Han avlade studentexamen i Kristinehamn 1934 och utexaminerades från Kungliga Tekniska högskolan 1942. Han bedrev även arkitektstudier i Schweiz 1941. Janson var anställd vid stadsplanekontoret i Karlskoga stad 1939 och 1942–1945, blev stadsarkitekt i Härnösands stad 1945, arkitekt vid Örebro läns landstings regionplanekontor 1950 och stadsarkitekt i Kumla 1957. Han var ledamot av generalplanskommittén samt konst- och parknämnden i Kumla.